# Oberhundem
Oberhundem ist ein Ortsteil der im nordrhein-westfälischen Kreis Olpe liegenden Gemeinde Kirchhundem mit rund 850 Einwohnern.

## Geografie

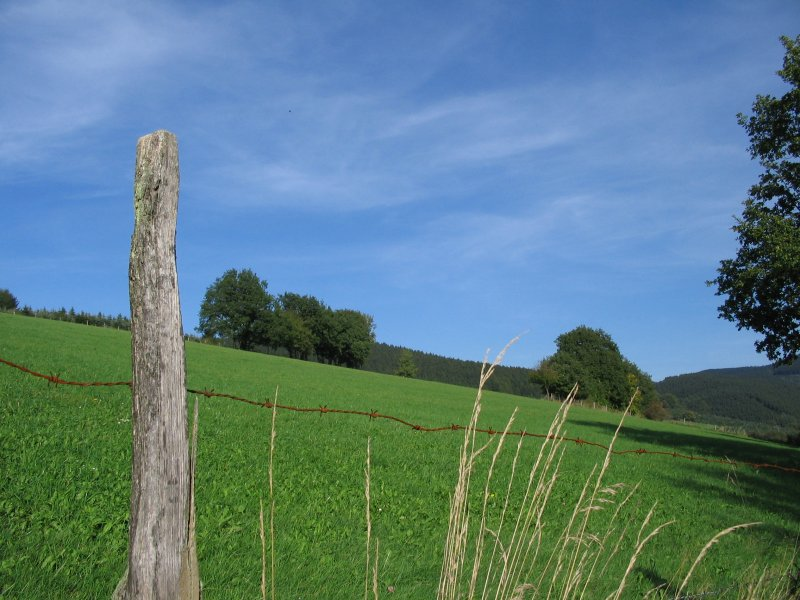
Landschaft bei Oberhundem

Oberhundem liegt westlich vom Hauptkamm (Rothaarkamm) des Rothaargebirges etwa 6 km östlich des Kernorts von Kirchhundem in einem Talkessel auf etwa 412 m ü. NN. Im Naturpark Sauerland-Rothaargebirge befindet es sich direkt nordöstlich der Einmündung der Wigge (Wiggesiepen) in den Oberlauf der durch das Dorf fließenden Hundem. Während in den unbebauten Tallagen Grünlandwirtschaft betrieben wird, sind die Höhenlagen durchgehend von Weihnachtsbaumkulturen und Fichtenhochwald bedeckt.
Die Gemarkung Oberhundem liegt im Naturpark Sauerland-Rothaargebirge und wird vom Rothaarsteig berührt.
Bis etwa 1950 gliederte man Oberhundem in Unterdorf und Oberdorf, die an der Abzweigung der Rüsper Straße in der Nähe der Kirche aneinander stoßen. Diese beiden Ortsteile liegen überwiegend in der Talsohle. In den letzten 50 Jahren wurden zunehmend auch die Hänge bebaut und an der Hardt und am Heisternberg sind weitere Ortsteile gewachsen. 1969 entstand etwa 500 m südlich des Ortes im Tal des Wigge-Zuflusses Lütke Rinsecke eine Ferienhaussiedlung.
Die nächstgelegenen Orte sind Schwartmecke, etwa ein Kilometer nordwestlich gelegen, und Rinsecke etwa 2 km südwestlich. Gut zwei Kilometer südöstlich, jedoch 300 m höher liegt der Rhein-Weser-Turm.

## Geschichte
Belege, die auf eine Existenz von Oberhundem hinweisen, reichen zurück bis in das 14. Jahrhundert (beispielhaft seien genannt: 1338: curtem in superiori Hundeme, 1368: Oeuenhundem, 1393: in dem kerspele van Oeverenhundem u. a.). Der Ortsname beruht auf dem Gewässernamen Hundem. Eine Bezugnahme auf das germanische „hunda“ für „schwellend“ führt zu dem möglichen Namensinhalt „schwellender Bach“. Das dem Ortsnamen vorangestellte „superior“ (ober-) ist durch die im Vergleich zu Alten- und Kirchhundem weiter flussaufwärts befindliche Ortslage  begründet.
1965 und 1973 wurde Oberhundem beim Wettbewerb Unser Dorf soll schöner werden jeweils mit einer Goldmedaille auf Bundesebene ausgezeichnet.
Am 1. Juli 1969 wurde Oberhundem im Rahmen einer Gebietsreform im Kreis Olpe nach Kirchhundem eingemeindet.

## Kultur und Sehenswürdigkeiten
Der Theaterverein Oberhundem, eine Laienspielgruppe, führt jedes Jahr in der Weihnachtszeit mehrmals ein volkstümliches Stück in der Dorfgemeinschaftshalle auf.
Das Stickereimuseum Oberhundem der Familie Steinacker präsentiert Stickarbeiten aus mehreren Jahrhunderten in der historischen Umgebung im alten Pfarrhaus, einem über 300 Jahre alten Fachwerkhaus. Außerdem findet man im Haus des Gastes eine Fossiliensammlung, bestehend aus den Exponaten von Pater Michael Klein.
In Oberhundem wirken zwei Chöre, der Kinderchor Oberhundem und der Kath. Kirchenchor St. Cäcilia Hundemtal. Für die musikalische Begleitung bei kirchlichen und weltlichen Festen sorgt der örtliche Musikverein Rinsecke-Oberhundem.
Am 29. August 2008 haben sich der katholische Kirchenchor St. Peter und Paul/St. Bartholomäus Kirchhundem/Würdinghausen und der katholische Kirchenchor St. Cäcilia Oberhundem zu einem gemeinsamen Chor zusammengeschlossen, der nun den Namen Kath. Kirchenchor St. Cäcilia Hundemtal trägt.

### Sehenswürdigkeiten

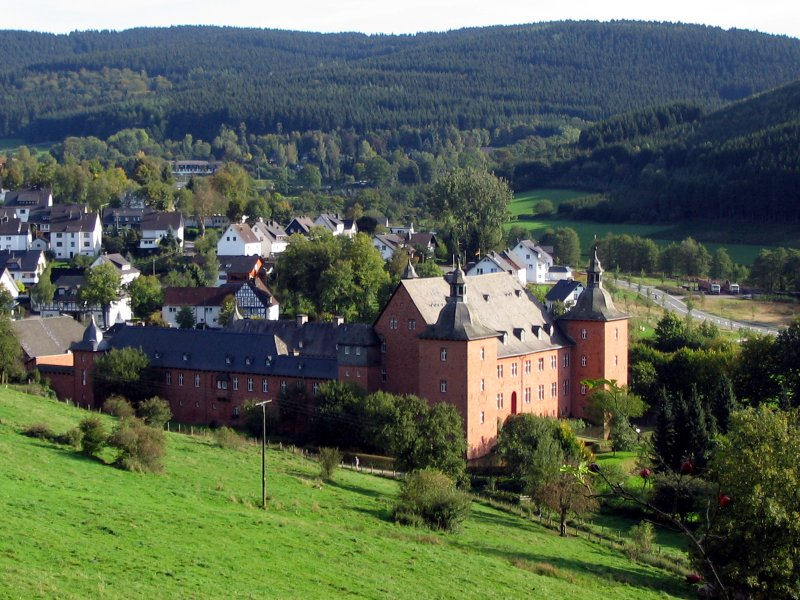
Schloss Adolfsburg

Das bekannteste Bauwerk in Oberhundem ist das Schloss Adolfsburg, ein von Johann Adolf von Fürstenberg erbautes Wasserschloss aus dem 17. Jahrhundert. Im alten Pastorat, einem über 300 Jahre alten Fachwerkhaus, ist heute das Stickerei-Museum untergebracht. Das Schiff der barocken Pfarrkirche St. Lambertus wurde im Jahr 1771 fertiggestellt. Der romanisch geprägte Turm ist sehr viel älter. Er stammt wahrscheinlich aus dem 13. Jahrhundert. Sein Kern dürfte sogar noch älter sein.

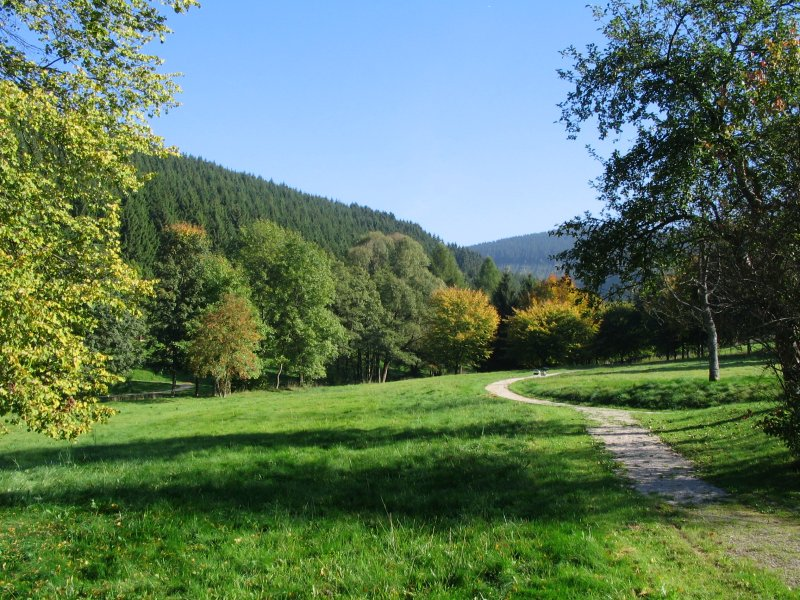
Kurpark

Im Oberdorf am Fuße des Heisternberges erstreckt sich der Kurpark mit dem Haus des Gastes. In der Nähe Oberhundems liegt der Panorama-Park Sauerland.

### Sport
Die Fußballer des TV Oberhundem tragen ihre Spiele auf einem Kunstrasenplatz in der Nähe der Ferienhaussiedlung am südöstlichen Ortsrand aus. Das Bad am Rothaarsteig liegt neben der Adolfsburg und ist das einzige Hallenbad der Gemeinde Kirchhundem. Dort bietet die Ortsgruppe der DLRG Schwimm- und Tauchkurse an. Die DLRG-Oberhundem beteiligt sich außerdem am Wasserrettungsdienst an der Biggetalsperre. Im Winter betreibt der Ski-Club Oberhundem einen Schlepplift und spurt umfangreiche Langlaufloipen im Bereich des Rhein-Weser-Turms. Die Ortsabteilung des Sauerländischen Gebirgsvereins bietet ganzjährig Wanderungen an.
In Oberhundem fanden vom 11. bis 14. September 2014 die Inline-Alpin-Weltmeisterschaften 2014 statt, welche zugleich ein Lauf des Inline-Alpin-Weltcups 2014 waren. Sie wurden vom World Inline Alpine Committee (WIAC) und von der Fédération Internationale de Roller Sports (FIRS) durchgeführt. Ausrichter waren der Deutsche Skiverband (DSV) und der Verein Ski-Club Oberhundem.

### Naturschutz
Die Biologische Station Initiative Oberhundem e. V. betätigt sich im Bereich des Naturschutzes. Sie unterstützt Schulen, veranstaltet Ausstellungen und berät bei der ökologischen Umgestaltung des Kurparks. Aktuelle Schwerpunkte sind die durch Dr. Heumann (Paläontologisches Museum Bonn) betreute Fossiliensammlung und die Integration von ökologischen Inseln in den Kurpark.

### Regelmäßige Veranstaltungen
Am ersten Sonntag im Juli wird in jedem Jahr das Schützenfest gefeiert. Das Straßenbild wird dann drei Tage lang von den blauen Kitteln, der Festtagsbekleidung der hiesigen Bauern in früheren Zeiten, geprägt.

## Wirtschaft und Infrastruktur

### Verkehr
Oberhundem liegt an der Landesstraße L 553, der ehemaligen Eder-Hundemer Provinzialstraße 53. Die Kreisstraße 21 führt von hier über Schwartmecke, Stelborn und Erlhof nach Selbecke. In Oberhundem verkehrt die Buslinie R36 der VWS.

### Öffentliche Einrichtungen

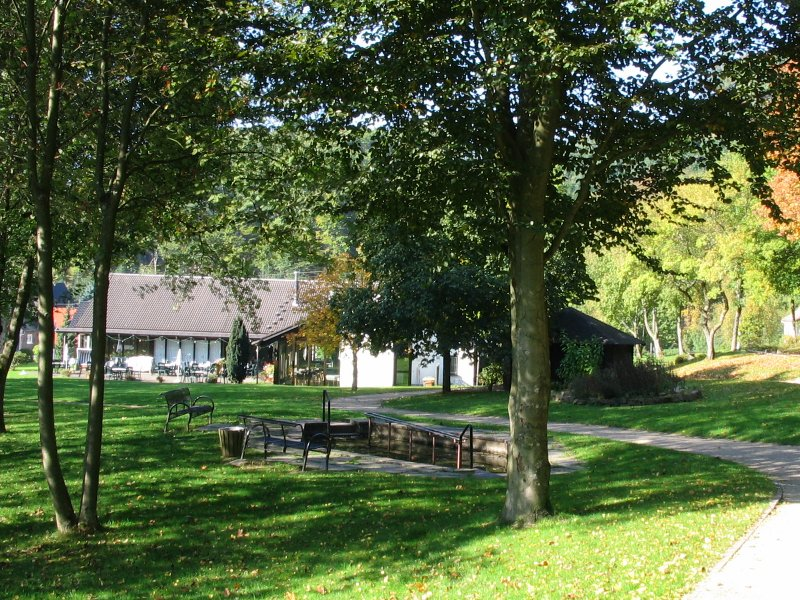
Haus des Gastes

Im Kurpark steht das Haus des Gastes, in dem auch das Büro des Kur- und Verkehrsvereins Oberhundem untergebracht ist.
Das Oberhundemer Hallenbad ist seit August 2008 nach einer Neugestaltung eröffnet. Somit ist der Gemeinde wieder ermöglicht, Schulschwimmen und Besuchern einen Aktivurlaub zu sichern. Träger des Hallenbades ist der Verein Bad am Rothaarsteig e. V. Das Hallenbad wird in Zukunft durch Außensaunen und Wellnessbereiche ergänzt.
Auf der Feibe, in der Nähe der Ferienhaussiedlung, am Fuß der Skibahn steht die 1959 errichtete Jugendherberge. Nachdem die Besucherzahlen immer weiter zurückgegangen waren, wurde sie im Herbst 2006 geschlossen.

### Bildung
Die Kinder aus Oberhundem und den kleineren umliegenden Orten können den Kindergarten St. Lambertus besuchen. Die katholische Grundschule St. Lambertus wurde im Jahr 2013 geschlossen. Seit der Schließung der Grundschule in Würdinghausen werden die Kinder in anderen Grundschulen im Umkreis (z. B. Kirchhundem) unterrichtet. Weiterführende Schulen findet man in Kirchhundem und der Nachbarkommune Lennestadt.

## Persönlichkeiten
- Johann Adolf von Fürstenberg (1631–1704), Domherr zu Paderborn, Droste der Ämter Bilstein, Waldenburg und Fredeburg und der Erbauer von Schloss Adolfsburg
- Leopold von Fürstenberg zu Adolfsburg (1766–1835), letzter Droste zu Bilstein von 1792 bis 1807
- Chrysologus Heimes (1765–1835), Ordensgeistlicher, Orgelsachverständiger, Organist und Komponist
- Josef Schmelzer (1876–1962), in Oberhundem nur als Tiennes Papa bekannt, war Mitglied des preußischen Landtags und ab September 1930 Mitglied des deutschen Reichstags für die Deutsche Zentrumspartei
- Michael Gleich (* 1960), Wissenschaftsjournalist, Moderator und Entwickler publizistischer Projekte
- Petra Weschollek (* 1973), Biathletin
- Enis Alushi (* 1985), deutsch-kosovarischer Fußballspieler, der von 1992 bis 1994 in Oberhundem spielte